# Cimitero militare polacco di Bologna
Il cimitero militare polacco di Bologna (in polacco polski cmentarz wojenny w Bolonii) è il più grande dei quattro cimiteri militari in cui sono sepolti i soldati polacchi caduti in Italia durante la seconda guerra mondiale.

## Posizione
Si trova a Bologna sulla via Emilia Levante, al confine con il comune di San Lazzaro di Savena. Oltre a questo si ricordano i cimiteri militari polacchi di Montecassino, di Casamassima e di Loreto.

## Storia
Il cimitero ospita le salme di 1 432 combattenti polacchi caduti tra l'autunno del 1944 e la primavera del 1945. I combattenti appartenevano al II Corpo polacco, che, provenendo dall'alta valle del Tevere, contribuì dapprima alla liberazione di varie località dell'Appennino forlivese (fra cui Santa Sofia, Galeata, Predappio, Rocca San Casciano e Dovadola) e poi alla liberazione di Bologna, sotto il comando del generale Władysław Anders.
I soldati polacchi furono i primi militari alleati ad entrare a Bologna, assieme alla Brigata Majella, il 21 aprile 1945, giorno della sua liberazione. Il 20 settembre 1946 il cimitero venne affidato alle autorità militari.

## Galleria d'immagini

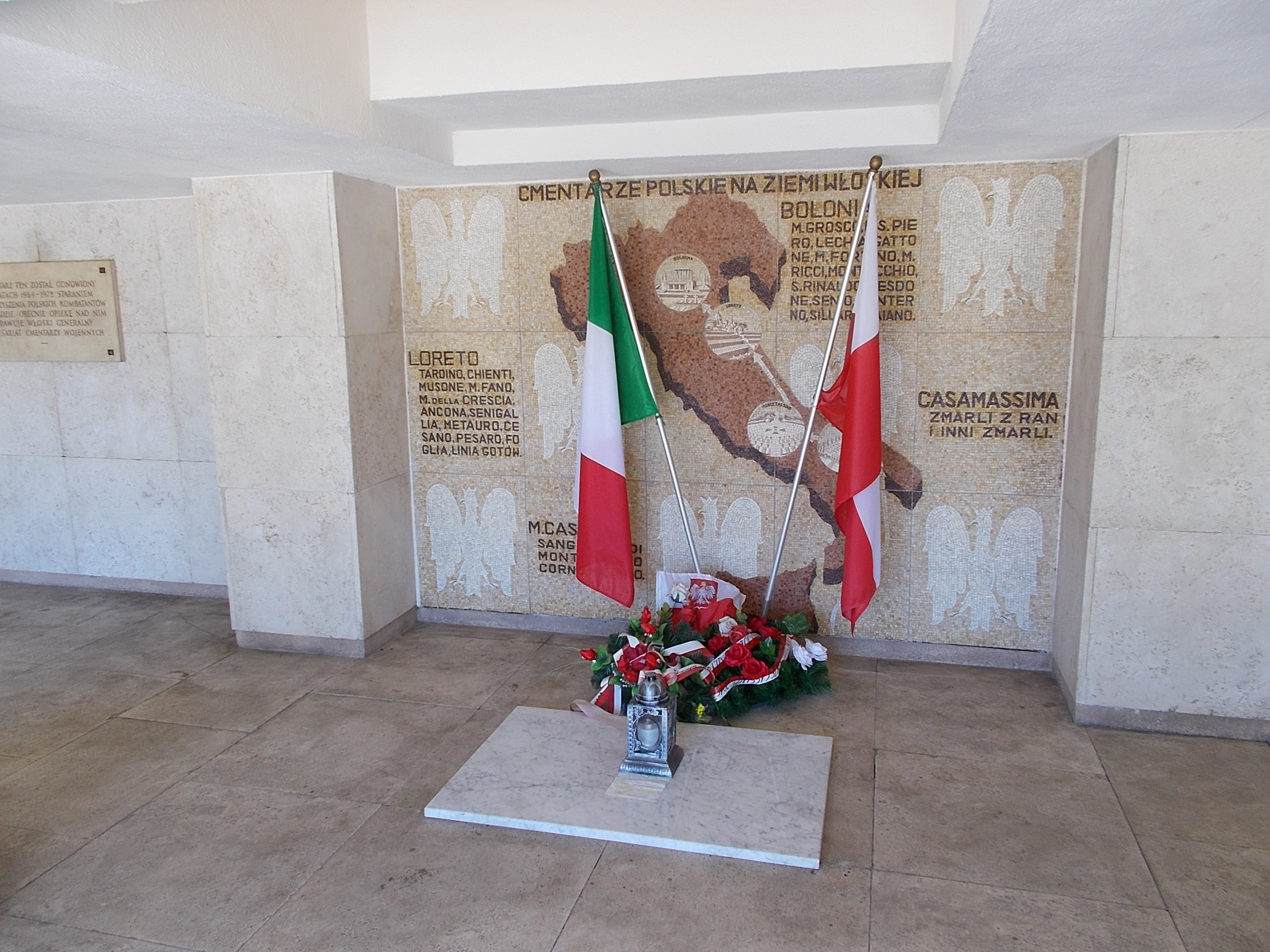
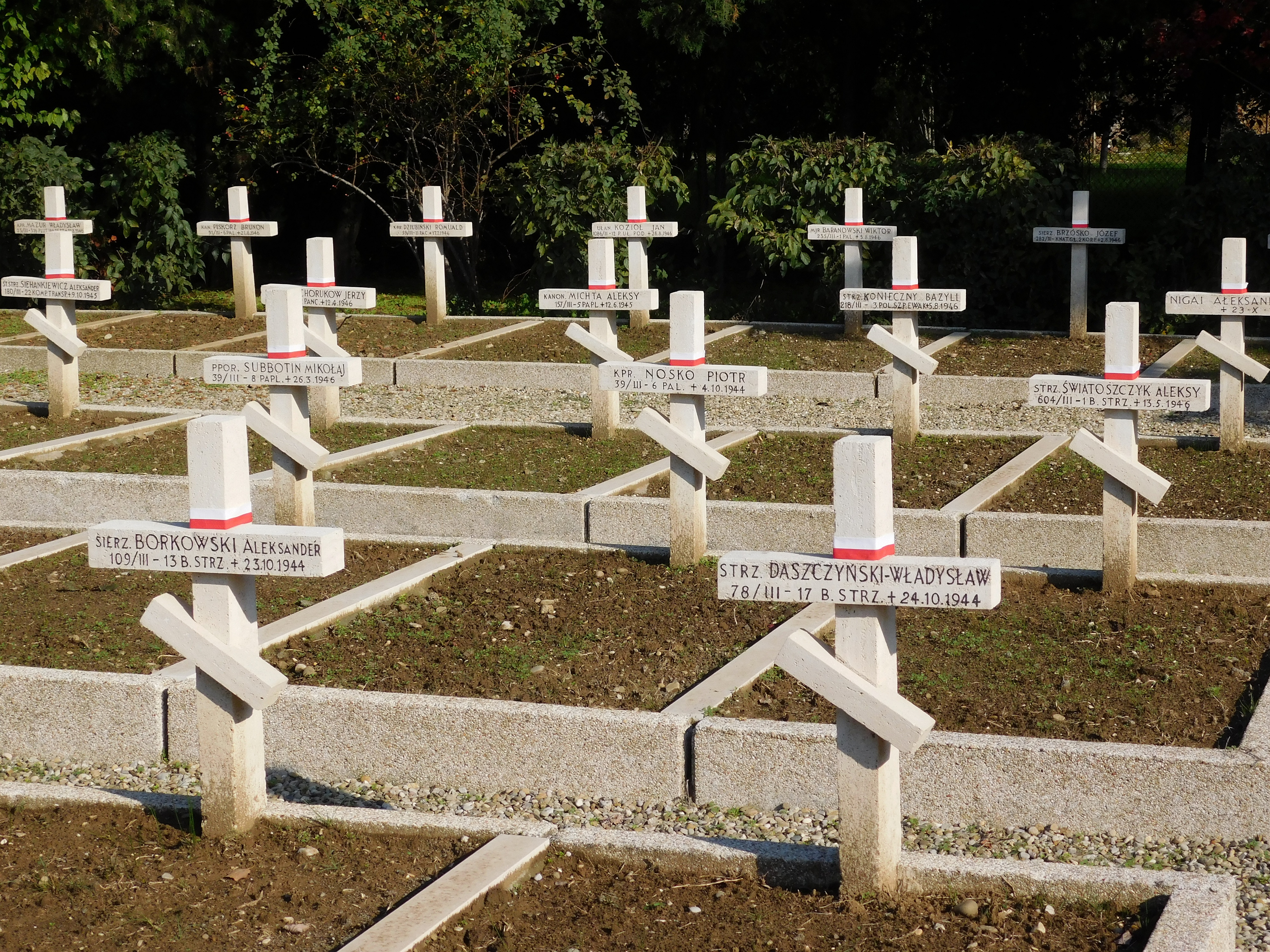
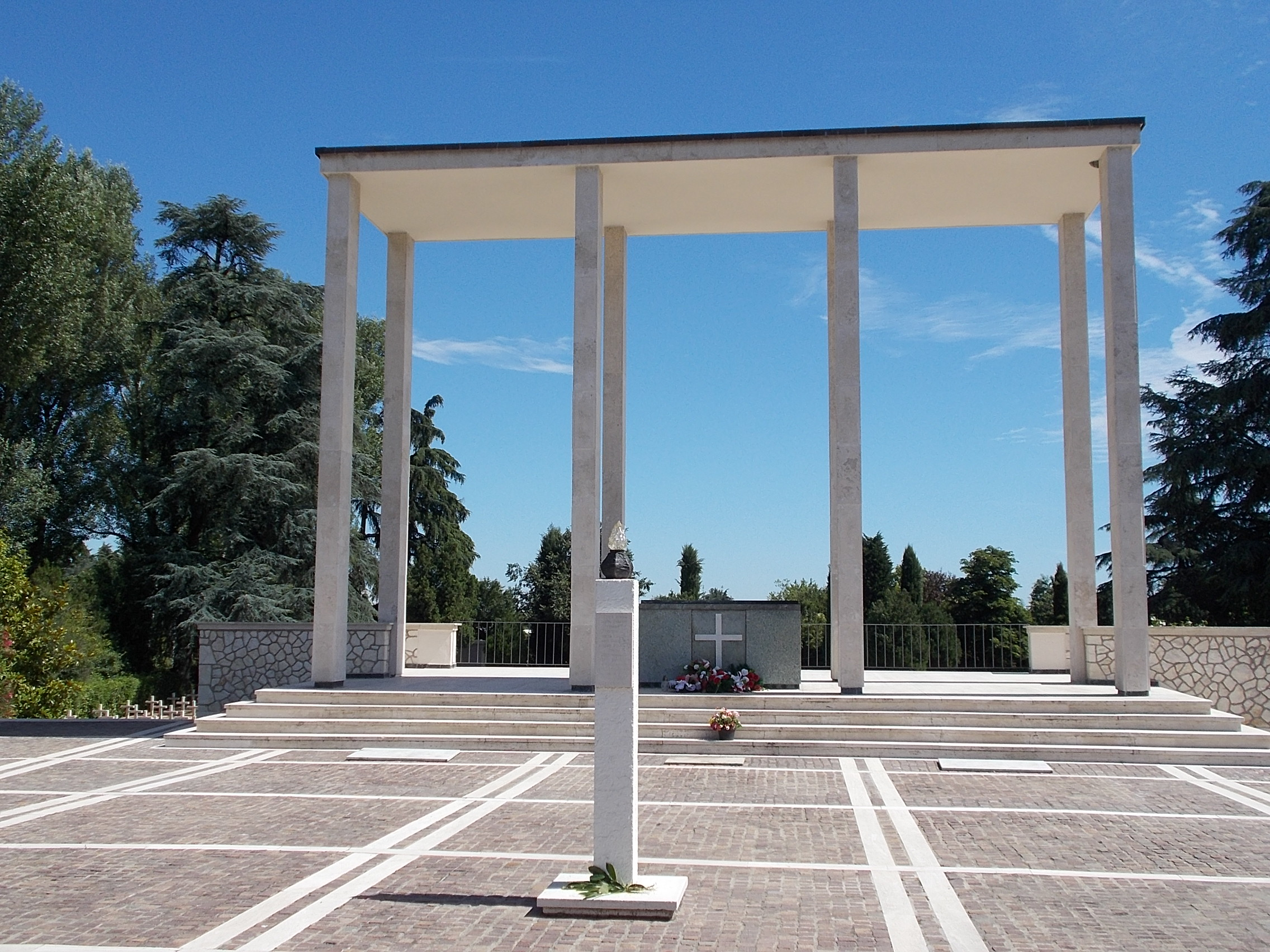
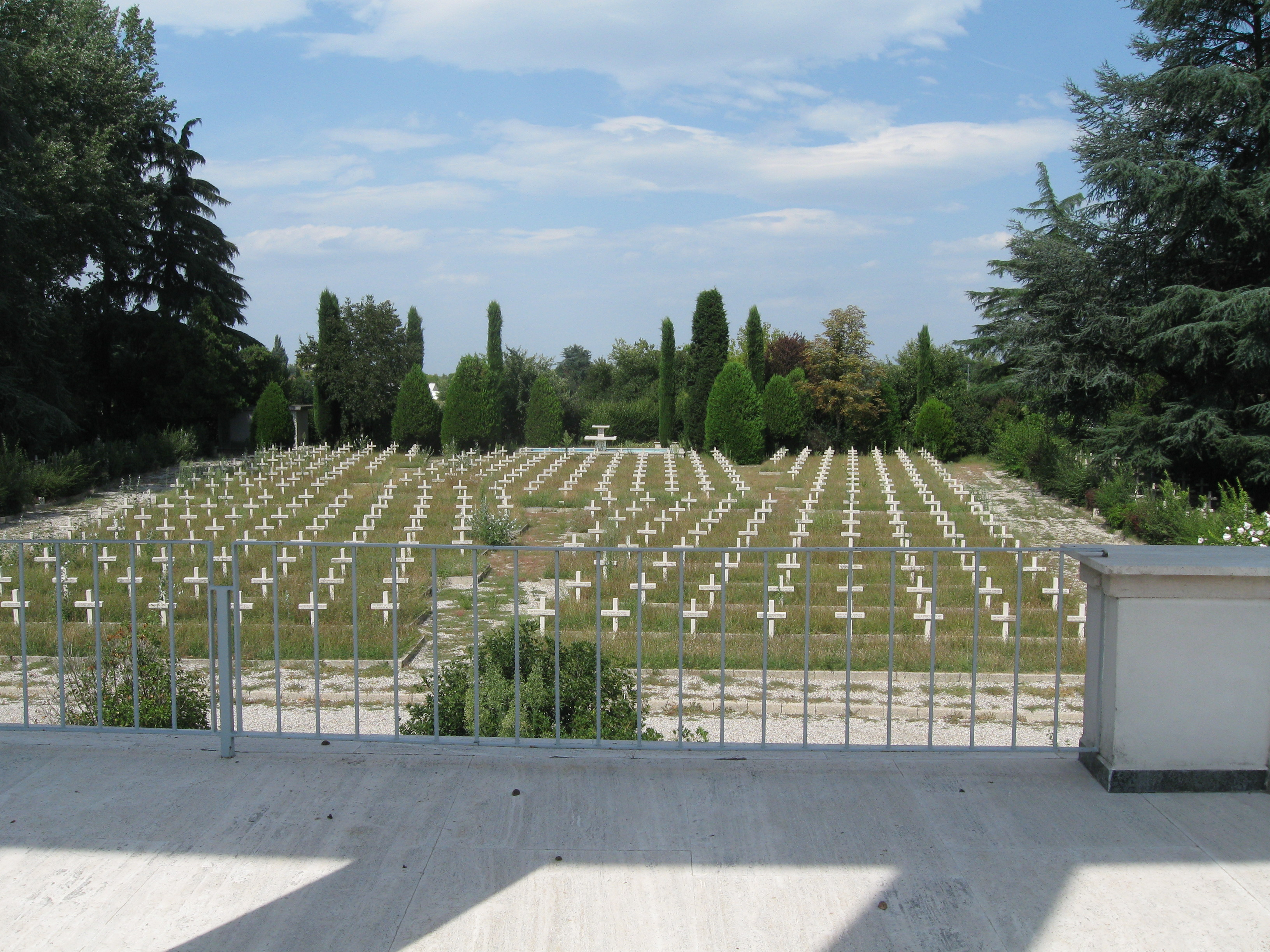